# Liste der Rektoren der Universität Utrecht

Signet der Universität Utrecht

Dies ist eine Liste, welche die Rektoren der Universität Utrecht erfasst. Sie ist eine kulturhistorische Zusammenstellung der internationalen Hochschulgeschichte und der Geschichte unterschiedlicher geschichtlicher Epochen des Hochschulwesens der Niederlande. Nach dem Abgang des Gründungsrektors wurde das Rektorat jährlich gewechselt, wie an anderen europäischen Universitäten auch. Dieser Wechsel scheint sich bis in die 1970er Jahre erhalten zu haben, obwohl hier in der Zeit des Zweiten Weltkrieges schon eine längere Amtszeit ausgeführt wurde.
Wie an anderen europäischen Universitäten auch, wurde der Rektor der Hochschule gewählt. Er hatte einen Eid nach den Universitätsstatuten abzuleisten und trug dann den Titel eines Rektors Magnifizenz. Die Aufgaben des Rektors bezogen sich immer auf die erhaltenden Maßnahmen der Hochschule. Somit wirkte er immer an organisatorischen Entscheidungsprozessen derselben. Zudem war die Wahl zu einem Rektor der Hochschule auch immer die Anerkennung seiner geleisteten Tätigkeit in den entsprechenden Fakultäten und in der öffentlichen Reflexion der Universität.

## 17. Jahrhundert

### 1635–1661
| Amtszeit | Name                            | Bild | Bemerkung                  |
| -------- | ------------------------------- | ---- | -------------------------- |
| 1635/41  | Bernardus Schotanus             |      | Jurist                     |
| 1641/42  | Gisbert Voetius                 |      | Theologe (überarbeiten)    |
| 1642/43  | Anton Matthäus (1601–1654)      |      | Jurist                     |
| 1643/44  | Wilhelm van der Straten         |      | Mediziner                  |
| 1644/45  | Antonius Aemilius               |      | Historiker und Philosoph   |
| 1645/46  | Arnoldus Senguerdius            |      | Metaphysiker und Philosoph |
| 1646/47  | Hendrick Moreelse               |      | Jurist                     |
| 1647/48  | Carolus de Maets                |      | Theologe                   |
| 1648/49  | Daniel Berckringer              |      | Rhetoriker                 |
| 1649/50  | Henricus Regius                 |      | Mediziner                  |
| 1650/51  | Johannes Hoornbeek              |      | Theologe                   |
| 1651/52  | Cyprianus Regnerus van Oosterga |      | Jurist                     |
| 1652/53  | Paulus Voet                     |      | Logiker und Metaphysiker   |
| 1653/55  | Anton Matthäus II.              |      | Jurist                     |
| 1655/56  | Isbrand van Diemerbroeck        |      | Mediziner                  |
| 1656/58  | Andreas Essenius                |      | Theologe                   |
| 1658/59  | Cyprianus Regnerus van Oosterga |      | Jurist                     |
| 1659/60  | Antonius Aemilius               |      | Historiker und Philosoph   |
| 1660/61  | Gisbert Voetius                 |      | Theologe                   |

### 1661–1681
| Amtszeit     | Name                                      | Bild | Bemerkung                       |
| ------------ | ----------------------------------------- | ---- | ------------------------------- |
| 1661/62      | Johann Leusden                            |      | Philologe (überarbeiten)        |
| 1662/63      | Henricus Regius                           |      | Mediziner                       |
| 1663/64      | Johannes de Bruin                         |      | Physiker und Mathematiker       |
| 1664/65      | Frans Burman (Theologe, 1628)             |      | Theologe                        |
| 1665/66      | Regnerus van Mansveld                     |      | Philosoph                       |
| 1666/67      | Anton Matthäus                            |      | Jurist                          |
| 1667/68      | Johann Georg Graevius                     |      | Philologe                       |
| 1668/69      | Isbrand van Diemerbroeck                  |      | Mediziner                       |
| 1669/70      | Cyprianus Regnerus van Oosterga           |      | Jurist                          |
| 1670/71      | Frans Burman (Theologe, 1628)             |      | Theologe                        |
| 1671/72      | Gisbert Voetius                           |      | Theologe (überarbeiten)         |
| 1672/74      | Johannes de Bruin                         |      | Physiker und Mathematiker       |
| 1674/75      | Andreas Essenius                          |      | Theologe                        |
| 1675/76      | Gisbert Voetius                           |      | Theologe (überarbeiten)         |
| 1676/77      | Johann Leusden                            |      | Philologe (überarbeiten)        |
| 1677/78      | Cyprianus Regnerus van Oosterga           |      | Jurist                          |
| 1678/79      | Gerardus de Vries                         |      | Logiker und Metaphysiker        |
| 1679/80 1680 | Johannes Voet Prorektor Gerardus de Vries |      | Jurist Logiker und Metaphysiker |
| 1680/81      | Johann Georg Graevius                     |      | Philologe                       |

### 1681–1701
| Amtszeit  | Name                  | Bild | Bemerkung                 |
| --------- | --------------------- | ---- | ------------------------- |
| 1681/82   | Lucas van de Poll     |      | Jurist                    |
| 1682/83   | Petrus van Mastricht  |      | Theologe                  |
| 1683/84   | Jacob Vallan          |      | Mediziner                 |
| 1684/85   | Melchior Leydecker    |      | Theologe                  |
| 1685/86   | Johannes Munnicks     |      | Mediziner                 |
| 1686/87   | Hermann Witsius       |      | Theologe                  |
| 1687/88   | Johannes van Muyden   |      | Jurist                    |
| 1688/89   | Johannes Luyts        |      | Physiker und Mathematiker |
| 1689/90   | Hermannus van Halen   |      | Theologe                  |
| 1690/91   | Johann Georg Graevius |      | Rhetoriker und Historiker |
| 1691/92   | Jacob Vallan          |      | Mediziner                 |
| 1692/93   | Gerardus de Vries     |      | Logiker und Metaphysiker  |
| 1693/94   | Johannes Leusden      |      | Philologe (überarbeiten)  |
| 1694/95   | Johannes Munnicks     |      | Mediziner und Botaniker   |
| 1695/96   | Cornelis van Eck      |      | Jurist                    |
| 1696/97   | Lucas van de Poll     |      | Jurist                    |
| 1697/98   | Hermann Witsius       |      | Theologe                  |
| 1698/99   | Jacob Vallan          |      | Mediziner                 |
| 1699/1700 | Hermannus van Halen   |      | Theologe                  |
| 1700/01   | Johann Georg Graevius |      | Philologe                 |

## 18. Jahrhundert

### 1701–1721
| Amtszeit | Name                         | Bild | Bemerkung                                         |
| -------- | ---------------------------- | ---- | ------------------------------------------------- |
| 1701/02  | Johannes van Muyden          |      | Jurist                                            |
| 1702/03  | Henricus Pontanus            |      | Theologe                                          |
| 1703/04  | Pieter Burman der Ältere     |      | Historiker und Rhetoriker                         |
| 1704/05  | Cornelis van Eck             |      | Jurist                                            |
| 1705/06  | Lucas van de Poll            |      | Jurist                                            |
| 1706/07  | Hermann Alexander Roëll      |      | Theologe                                          |
| 1707/08  | Rudolphus Leusden            |      | Mediziner                                         |
| 1708/09  | Adrianus Reland              |      | Orientalist                                       |
| 1709/10  | Jacob Vallan                 |      | Mediziner                                         |
| 1710/11  | Johannes Munnicks            |      | Mediziner                                         |
| 1711/12  | Pieter Burman der Ältere     |      | Historiker, Rhetoriker und Politikwissenschaftler |
| 1712/13  | Josephus Serrurier           |      | Mathematiker                                      |
| 1713/14  | Johannes van Muyden          |      | Jurist                                            |
| 1714/15  | Johannes Jacobus Vitriarius  |      | Jurist                                            |
| 1715/16  | Melchior Leydecker           |      | Theologe                                          |
| 1716/17  | Cornelis van Eck             |      | Jurist                                            |
| 1717/18  | Hieronymus Simons van Alphen |      | Theologe                                          |
| 1718/19  | Frans Burman                 |      | Theologe                                          |
| 1719/20  | Johannes van Muyden          |      | Jurist                                            |
| 1720/21  | Rudolphus Leusden            |      | Mediziner                                         |

### 1721–1741
| Amtszeit | Name                         | Bild | Bemerkung                            |
| -------- | ---------------------------- | ---- | ------------------------------------ |
| 1721/22  | Josephus Serrurier           |      | Mediziner und Botaniker              |
| 1722/23  | Arnold Drakenborch           |      | Philologe                            |
| 1723/24  | Karl Andreas Duker           |      | Historiker und Rhetoriker            |
| 1724/25  | Everard Otto                 |      | Jurist                               |
| 1725/26  | David Mill                   |      | Orientalist                          |
| 1726/27  | Friedrich Adolf Lampe        |      | Theologe                             |
| 1727/28  | Johannes Ens                 |      | Theologe                             |
| 1728/29  | Christian Bernhard Albinus   |      | Mediziner                            |
| 1729/30  | Pieter van Musschenbroeck    |      | Mediziner                            |
| 1730/31  | Jacobus Odé                  |      | Philosoph                            |
| 1731/32  | Johann van den Honert        |      | Theologe                             |
| 1732/33  | Johannes Oosterdijk Schacht  |      | Mediziner                            |
| 1733/34  | Hieronymus Simons van Alphen |      | Theologe                             |
| 1734/35  | Jacobus Voorda               |      | Jurist                               |
| 1735/36  | Arnold Drakenborch           |      | Philologe                            |
| 1736/37  | Petrus Wesseling             |      | Rhetoriker, Historiker und Philologe |
| 1737/38  | Albert Voget                 |      | Theologe                             |
| 1738/39  | Willem van Irhoven           |      | Theologe                             |
| 1739/40  | Josephus Serrurier           |      | Mediziner und Botaniker              |
| 1740/41  | Abraham Wieling              |      | Jurist                               |

### 1741–1761
| Amtszeit | Name                          | Bild | Bemerkung                                     |
| -------- | ----------------------------- | ---- | --------------------------------------------- |
| 1741/42  | Christian Bernhard Albinus    |      | Mediziner                                     |
| 1742/43  | David Mill                    |      | Theologe und Orientalist                      |
| 1743/44  | Jacobus Odé                   |      | Theologe, Physiker, Mathematiker und Astronom |
| 1744/45  | Johannes Horthemels           |      | Philosoph und Theologe                        |
| 1745/46  | Gisbert Matthias Elsner       |      | Theologe                                      |
| 1746/47  | Frans Burman (Theologe, 1708) |      | Theologe und Kirchenhistoriker                |
| 1747/48  | Evert Jacob van Wachendorff   |      | Mediziner, Botaniker und Chemiker             |
| 1748/49  | Friedrich Gottfried Houck     |      | Jurist                                        |
| 1749/50  | Petrus Wesseling              |      | Jurist                                        |
| 1750/51  | Johann Friedrich Reitz        |      | Historiker und Rhetoriker                     |
| 1751/52  | Jacob Gijsbert Woertman       |      | Mediziner                                     |
| 1752/53  | Johannes Oosterdijk Schacht   |      | Mediziner                                     |
| 1753/54  | Sebald Rau                    |      | Orientalist                                   |
| 1754/55  | Jacobus Voorda                |      | Jurist                                        |
| 1755/56  | Johann David Hahn             |      | Physiker, Astronom und Philosoph              |
| 1756/57  | Albert Voget                  |      | Theologe                                      |
| 1757/58  | Christiaan Hendrik Trotz      |      | Jurist                                        |
| 1758/59  | Johann Castillon              |      | Physiker, Mathematiker und Astronom           |
| 1759/60  | Willem van Irhoven            |      | Theologe                                      |
| 1760/61  | Christoph Saxe                |      | Historiker                                    |

### 1761–1781
| Amtszeit | Name                            | Bild | Bemerkung                                   |
| -------- | ------------------------------- | ---- | ------------------------------------------- |
| 1761/62  | Gisbert Matthias Elsner         |      | Theologe                                    |
| 1762/63  | Pieter Luchtmans                |      | Mediziner                                   |
| 1763/64  | Johann Gerhard Christian Rücker |      | Jurist                                      |
| 1764/65  | Gisbert Bonnet                  |      | Theologe                                    |
| 1765/66  | Johannes Horthemels             |      | Philosoph                                   |
| 1766/67  | Frans Burman (Theologe, 1708)   |      | Theologe                                    |
| 1767/68  | Johann Friedrich Reitz          |      | Historiker und Rhetoriker                   |
| 1768/69  | Johann Friedrich Hennert        |      | Mathematiker und Astronom                   |
| 1769/70  | Sebald Rau                      |      | Orientalist und Theologe                    |
| 1770/71  | Meinard Tydeman der Ältere      |      | Jurist                                      |
| 1771/72  | Carolus Segaar                  |      | Altphilologe                                |
| 1772/73  | Johann David Hahn               |      | Mediziner, Botaniker, Chemiker und Physiker |
| 1773/74  | Johannes Henricus Voorda        |      | Jurist                                      |
| 1774/75  | Jacob Albert Vos                |      | Theologe                                    |
| 1775/76  | Christoph Saxe                  |      | Historiker                                  |
| 1776/77  | Peter Bondam                    |      | Jurist                                      |
| 1777/78  | Pieter Luchtmans                |      | Mediziner                                   |
| 1778/79  | Johannes Theodorus Rossijn      |      | Philosoph                                   |
| 1779/80  | Gisbert Bonnet                  |      | Theologe                                    |
| 1780/81  | Alexander Petrus Nahuys         |      | Mediziner, Botaniker und Chemiker           |

### 1781–1801
| Amtszeit  | Name                          | Bild | Bemerkung                                     |
| --------- | ----------------------------- | ---- | --------------------------------------------- |
| 1781/82   | Johann Friedrich Hennert      |      | Mathematiker und Astronom                     |
| 1782/83   | Frans Burman (Theologe, 1708) |      | Theologe                                      |
| 1783/84   | Meinard Tydeman der Ältere    |      | Jurist                                        |
| 1784/85   | Carolus Segaar                |      | Philologe                                     |
| 1785/86   | IJsbrand van Hamelsveld       |      | Theologe und Kirchenhistoriker                |
| 1786/87   | Sebald Rau                    |      | Theologe und Orientalist                      |
| 1787/88   | Christoph Saxe                |      | Historiker                                    |
| 1788/89   | Peter Bondam                  |      | Jurist                                        |
| 1789/90   | William Laurence Brown        |      | Theologe und Moralphilosoph                   |
| 1790/91   | Pieter Luchtmans              |      | Mediziner                                     |
| 1791/92   | Hermann Royaards              |      | Theologe                                      |
| 1792/93   | Gisbert Bonnet                |      | Theologe                                      |
| 1793/94   | Henricus Johannes Arntzenius  |      | Jurist                                        |
| 1794/95   | Johann Friedrich Hennert      |      | Mathematiker und Astronom                     |
| 1795/96   | Matthias Steevens van Geuns   |      | Mediziner und Botaniker                       |
| 1796/97   | Johannes Theodorus Rossijn    |      | Philosoph                                     |
| 1797/98   | Christoph Saxe                |      | Historiker                                    |
| 1798/99   | Jodocus Heringa Eliza’s zoon  |      | Theologe                                      |
| 1799–1800 | Jan Bleuland                  |      | Mediziner                                     |
| 1800/01   | Nicolaas Cornelis de Fremery  |      | Mediziner, Pharmakologe, Zoologe und Chemiker |

## 19. Jahrhundert

### 1801–1821
| Amtszeit | Name                           | Bild | Bemerkung                           |
| -------- | ------------------------------ | ---- | ----------------------------------- |
| 1801/02  | Cornelis Willem de Rhoer       |      | Jurist                              |
| 1802/03  | Hermann Royaards               |      | Theologe                            |
| 1803/04  | Hermann Arntzenius             |      | Jurist                              |
| 1804/05  | Sebald Rau                     |      | Theologe und Orientalist            |
| 1805/06  | Matthias Steevens van Geuns    |      | Mediziner und Botaniker             |
| 1806/07  | Philipp Wilhelm van Heusde     |      | Philosoph, Historiker und Philologe |
| 1807/08  | Johannes Theodorus Rossijn     |      | Philosoph                           |
| 1808/09  | Dithmar Huisman                |      | Theologe und Kirchenhistoriker      |
| 1809/10  | Gabriel van Oordt              |      | Theologe                            |
| 1810/11  | Jan Frederik van Beeck Calkoen |      | Mathematiker und Astronom           |
| 1811/16  | Jodocus Heringa Eliza’s zoon   |      | Theologe                            |
| 1816/17  | Jan Bleuland                   |      | Mediziner                           |
| 1817/18  | Philipp Wilhelm van Heusde     |      | Philosoph, Philologe und Historiker |
| 1818/19  | Gerrit Moll                    |      | Mathematiker, Physiker und Astronom |
| 1819/20  | Hermann Royaards               |      | Theologe                            |
| 1820/21  | Hermann Arntzenius             |      | Jurist                              |

### 1821–1841
| Amtszeit | Name                                              | Bild | Bemerkung                                     |
| -------- | ------------------------------------------------- | ---- | --------------------------------------------- |
| 1821/22  | Nicolaas Cornelis de Fremery                      |      | Mediziner, Pharmakologe, Zoologe und Chemiker |
| 1822/23  | Jean Henri Pareau                                 |      | Theologe und Orientalist                      |
| 1823/24  | Johannes Friedrich Ludwig Schröder                |      | Mathematiker                                  |
| 1824/25  | Jodocus Heringa Eliza’s zoon                      |      | Theologe                                      |
| 1825/26  | Jan Richard de Brueys                             |      | Jurist                                        |
| 1826/27  | Bernardus Franciscus Suerman                      |      | Mediziner                                     |
| 1827/28  | Antonie van Goudoever                             |      | Philologe                                     |
| 1828/29  | Jan Kops                                          |      | Agrarwissenschaftler                          |
| 1829/30  | Hermannus Bouman                                  |      | Theologe und Orientalist                      |
| 1830/31  | Cornelis Adrianus van Enschut                     |      | Jurist                                        |
| 1831/32  | Jan Isaac Wolterbeek                              |      | Mediziner                                     |
| 1832/33  | Adam Simons                                       |      | Literaturwissenschaftler                      |
| 1833/34  | Theodoor Gerard van Lidth de Jeude                |      | Zoologe                                       |
| 1834/35  | Herman Johan Royaards                             |      | Theologe und Kirchenhistoriker                |
| 1835/36  | Adrianus Catharinus Holtius                       |      | Jurist                                        |
| 1836/37  | Jacobus Ludovicus Conradus Schroeder van der Kolk |      | Mediziner                                     |
| 1837/38  | Lodewijk Gerard Visscher                          |      | Literaturwissenschaftler                      |
| 1838/39  | Richard van Rees                                  |      | Mathematiker und Physiker                     |
| 1839/40  | Henricus Egbertus Vinke                           |      | Theologe                                      |
| 1840/41  | Jan Ackersdijck                                   |      | Jurist                                        |

### 1841–1861
| Amtszeit | Name                                        | Bild | Bemerkung                                    |
| -------- | ------------------------------------------- | ---- | -------------------------------------------- |
| 1841/42  | Jacobus Cornelis Swijghuijsen Groenewoud    |      | Theologe und Orientalist                     |
| 1842/43  | Gozewijn Jan Loncq                          |      | Mediziner                                    |
| 1843/44  | Cornelis Adriaan Bergsma                    |      | Chemiker, Botaniker und Agrarwissenschaftler |
| 1844/45  | Hermannus Bouman                            |      | Theologe und Orientalist                     |
| 1845/46  | George Willem Vreede                        |      | Jurist                                       |
| 1846/47  | Simon Karsten                               |      | Philologe                                    |
| 1847/48  | Bernardus Franciscus Suerman                |      | Mediziner                                    |
| 1848/49  | Petrus Johannes Izaak de Fremery            |      | Chemiker                                     |
| 1849/50  | Herman Johan Royaards                       |      | Theologe und Kirchenhistoriker               |
| 1850/51  | Barthold Jacob Lintelo de Geer van Jutphaas |      | Jurist, Historiker und Orientalist           |
| 1851/52  | Cornelis Willem Opzoomer                    |      | Literaturwissenschaftler                     |
| 1852/53  | Franciscus Cornelis Donders                 |      | Physiologe                                   |
| 1853/54  | Gerardus Johannes Mulder                    |      | Pharmakologe                                 |
| 1854/55  | Henricus Egbertus Vinke                     |      | Theologe                                     |
| 1855/56  | Jacob van Hall                              |      | Jurist                                       |
| 1856/57  | Lodewijk Gerard Visscher                    |      | Literaturwissenschaftler                     |
| 1857/58  | Louis Christiaan van Goudoever              |      | Mediziner                                    |
| 1858/59  | Pieter Harting                              |      | Mediziner, Biologe und Pharmakologe          |
| 1859/60  | Bernard ter Haar                            |      | Theologe und Kirchenhistoriker               |
| 1860/61  | George Willem Vreede                        |      | Jurist                                       |

### 1861–1881
| Amtszeit | Name                                         | Bild | Bemerkung                              |
| -------- | -------------------------------------------- | ---- | -------------------------------------- |
| 1861/62  | Jacques Adolphe Charles Rovers               |      | Altphilologe und Historiker            |
| 1862/63  | Gozewijn Jan Loncq                           |      | Mediziner                              |
| 1863/64  | Christophorus Henricus Didericus Buys Ballot |      | Physiker und Metrologe                 |
| 1864/65  | Jacobus Isaac Doedes                         |      | Theologe                               |
| 1865/66  | Jacobus Anthonie Fruin                       |      | Jurist                                 |
| 1866/67  | Henricus Christianus Millies                 |      | Theologe und Orientalist               |
| 1867/68  | Willem Koster                                |      | Mediziner                              |
| 1868/69  | Johannes Jacobus van Oosterzee               |      | Theologe                               |
| 1869/70  | Barthold Jacob Lintelo de Geer van Jutphaas  |      | Jurist, Historiker und Orientalist     |
| 1870/71  | Friedrich Anton Wilhelm Miquel               |      | Botaniker                              |
| 1871/72  | Willem Gerard Brill                          |      | Niederlandist, Romanist und Historiker |
| 1872/73  | Tjalling Halbertsma                          |      | Gynäkologe                             |
| 1873/74  | Jacobus Isaac Doedes                         |      | Theologe                               |
| 1874/75  | Hendrik Peter Godfried Quack                 |      | Ökonom                                 |
| 1875/76  | Cornelis Hubertus Carolus Grinwis            |      | Mathematiker und Physiker              |
| 1876/77  | Henrik van Herwerden                         |      | Philologe                              |
| 1877     | Theodor Wilhelm Engelmann                    |      | Physiologe, Biologe und Zoologe        |
| 1877/78  | Nicolaas Beets                               |      | Theologe und Kirchenhistoriker         |
| 1878/79  | Jacobus Anthonie Fruin                       |      | Jurist                                 |
| 1879/80  | Eduard Mulder                                |      | Chemiker                               |
| 1880/81  | Pieter de Jong                               |      | Orientalist                            |

### 1881–1901
| Amtszeit  | Name                                                   | Bild | Bemerkung                            |
| --------- | ------------------------------------------------------ | ---- | ------------------------------------ |
| 1881/82   | Sape Talma                                             |      | Mediziner                            |
| 1882/83   | Josue Jean Philippe Valeton                            |      | Theologe und Orientalist             |
| 1883/84   | Hendrik Jacobus Hamaker                                |      | Jurist                               |
| 1884/85   | Nicolaas Wilhelm Pieter Rauwenhoff                     |      | Biologe                              |
| 1885/86   | Johan Adam Wijnne                                      |      | Historiker                           |
| 1886/87   | Gilles van Overbeek de Meijer                          |      | Mediziner                            |
| 1887/88   | Gijsbert Hendrik Lamers                                |      | Theologe                             |
| 1888/89   | Johan d’Aulnis de Bourouill                            |      | Ökonom                               |
| 1889/90   | Jean Abraham Chrétien Oudemans                         |      | Astronom                             |
| 1890/91   | Johan Hendrik Gallée                                   |      | Germanist, Anglist und Niederlandist |
| 1891/92   | Herman Snellen                                         |      | Ophthalmologe                        |
| 1892/93   | Jacob Cramer                                           |      | Theologe und Kirchenhistoriker       |
| 1893/94   | Meinardus Siderius Pols                                |      | Jurist                               |
| 1894/95   | Hendrik Cornelis Dibbits                               |      | Chemiker                             |
| 1895      | Henri Ernest Moltzer Prorektor Meinardus Siderius Pols |      | Niederlandist Oktober bis November   |
| 1895/96   | Martinus Theodorus Houtsma                             |      | ab Dezember, Orientalist             |
| 1896/97   | Cornelis Adrianus Pekelharing                          |      | Mediziner                            |
| 1897/98   | Josue Jean Philippe Valeton                            |      | Theologe und Orientalist             |
| 1898/99   | Jan de Louter                                          |      | Jurist                               |
| 1899/1900 | Hendrik Wefers Bettink                                 |      | Pharmakologe                         |
| 1900/01   | Willem Kapteyn                                         |      | Mathematiker                         |

## 20. Jahrhundert

### 1901–1921
| Amtszeit | Name                                      | Bild | Bemerkung                      |
| -------- | ----------------------------------------- | ---- | ------------------------------ |
| 1901/02  | Ambrosius Arnold Willem Hubrecht          |      | Zoologe                        |
| 1902/03  | Willem Leonard Pieter Arnold Molengraaff  |      | Jurist                         |
| 1903/04  | Charles Henri Hubert Spronck              |      | Mediziner                      |
| 1904/05  | Johannes Marinus Simon Baljon             |      | Theologe                       |
| 1905/06  | Friedrich August Ferdinand Christian Went |      | Botaniker                      |
| 1906/07  | Sietze Douwes van Veen                    |      | Kirchenhistoriker              |
| 1907/08  | Willem Henri Julius                       |      | Physiker                       |
| 1908/09  | Jan de Vries                              |      | Mathematiker                   |
| 1909/10  | Hendrik Zwaardemaker                      |      | Physiologe                     |
| 1910/11  | David Simons                              |      | Jurist                         |
| 1911/12  | Albertus Antonie Nijland                  |      | Astronom                       |
| 1912/13  | Christiaan Eijkman                        |      | Mediziner                      |
| 1913/14  | Benjamin Jan Kouwer                       |      | Gynäkologe                     |
| 1914/15  | Herman Snellen der Jüngere                |      | Ophthalmologe                  |
| 1915/16  | Ernst Julius Cohen                        |      | Chemiker                       |
| 1916/17  | Pieter Helbert Damsté                     |      | Altphilologe                   |
| 1917/18  | Pieter van Romburgh                       |      | Chemiker                       |
| 1918/19  | Gerhard Wilhelm Kernkamp                  |      | Historiker                     |
| 1919/20  | Hugo Visscher                             |      | Theologe und Kirchenhistoriker |
| 1920/21  | Willem Vogelsang                          |      | Kunsthistoriker                |

### 1921–1941
| Amtszeit | Name                                     | Bild | Bemerkung                 |
| -------- | ---------------------------------------- | ---- | ------------------------- |
| 1921/22  | Jacobus Adrianus Cornelis van Leeuwen    |      | Theologe                  |
| 1922/23  | Jan Frederik Niermeijer                  |      | Weblink                   |
| 1923     | Jean Charles Naber                       |      | Rechtshistoriker          |
| 1923/24  | Arnoldus Johannes Petrus van den Broek   |      | Anatom                    |
| 1924/25  | Hugo Frederik Nierstrasz                 |      | Zoologe                   |
| 1925/26  | Johannes Philippus Suijling              |      | Rechtswissenschafter      |
| 1926/27  | Arie Noordtzij                           |      | Theologe                  |
| 1927/28  | Bernard Jan Hendrik Ovink                |      | Weblink                   |
| 1928/29  | Herman Theodorus Obbink                  |      | Weblink                   |
| 1929/30  | August Adriaan Pulle                     |      |                           |
| 1930/31  | Bonifacius Christiaan de Savornin Lohman |      | Weblink, Weblink mit Bild |
| 1931/32  | Leonard Ornstein                         |      | Physiker, Weblink         |
| 1932/33  | Cornelis Gerrit Nicolaas de Vooys        |      |                           |
| 1933/34  | Cornelis Willem Star Busmann             |      | Weblink                   |
| 1934/35  | Hendrik Bolkestein                       |      |                           |
| 1935/36  | Carl Wilhelm Vollgraff                   |      | Weblink                   |
| 1936/37  | Wilhelm Eduard Ringer                    |      | Weblink mit Bild          |
| 1937/38  | Jan Boeke                                |      | Weblink                   |
| 1938/39  | Theodoor Marius van Leeuwen              |      |                           |
| 1939/40  | Franciscus Hubertus Quix                 |      | Weblink mit Bild          |
| 1940/41  | Hugo Rudolph Kruyt                       |      | Chemiker                  |

### 1941–1961
| Amtszeit | Name                        | Bild | Bemerkung                         |
| -------- | --------------------------- | ---- | --------------------------------- |
| 1941/45  | Louis van Vuuren            |      | Sozialgeograph                    |
| 1945/46  | Jan Boeke                   |      | Weblink mit Bild                  |
| 1946/47  | Willem Pompe                |      |                                   |
| 1947/48  | Ulbe Gerrit Bijlsma         |      | Weblink                           |
| 1948/49  | Hendrik Wagenvoort          |      | Weblink                           |
| 1949/50  | Henricus Jacobus Marie Weve |      | Weblink                           |
| 1950/51  | Jan Hendrik Willem Verzijl  |      |                                   |
| 1951/52  | Johannes Severijn           |      | Weblink mit Bild                  |
| 1952/53  | Victor Jacob Koningsberger  |      | Weblink mit Bild                  |
| 1953/54  | Henricus Cornelius Rümke    |      | Weblink mit Bild                  |
| 1954/55  | Henri Willem Julius         |      | Weblink mit Bild                  |
| 1955/56  | Christiaan Pieter Raven     |      | Weblink, Weblink 2                |
| 1956/57  | Hendrik Willem Obbink       |      | Weblink Weblink mit Bild, Weblink |
| 1957/58  | Laurens Seekles             |      | Weblink, Weblink mit Bild         |
| 1958/59  | Jacob Jongbloed             |      | Weblink mit Bild                  |
| 1959/60  | Johannes Franciscus Nuboer  |      | Weblink mit Bild                  |
| 1960/61  | Henri Théodore Fischer      |      |                                   |

### 1961–2001
| Amtszeit  | Name                               | Bild | Bemerkung        |
| --------- | ---------------------------------- | ---- | ---------------- |
| 1961/62   | Hendrik Gerrit Koob Westenbrink    |      | Weblink mit Bild |
| 1962/63   | Willem Cornelis van Unnik          |      |                  |
| 1963/64   | Hans Freudenthal                   |      |                  |
| 1964/65   | Louis Jacob Hijmans van den Bergh  |      |                  |
| 1965/66   | Hendrik Mari Johan Scheffer        |      |                  |
| 1966/67   | Alexander Reinard Hulst            |      |                  |
| 1967/68   | Adriaan de Vooys                   |      |                  |
| 1968/69   | Joseph Lanjouw                     |      | Weblink          |
| 1969/70   | Josephus Joannes Maria van der Ven |      | Jurist           |
| 1970/71   | Frederik van der Blij              |      |                  |
| 1971/76   | Sjoerd Groenman                    |      |                  |
| 1976/80   | Abraham Verhoeff                   |      | Weblink          |
| 1980/82   | Maarten Anne Bouman                |      |                  |
| 1982/86   | Otto Jan de Jong                   |      |                  |
| 1986/97   | Hans van Ginkel                    |      |                  |
| 1997/2001 | Harm Otto Voorma                   |      |                  |

## 21. Jahrhundert
| Amtszeit | Name                  | Bild | Bemerkung                                  |
| -------- | --------------------- | ---- | ------------------------------------------ |
| 2001/07  | Willem Hendrik Gispen |      | Neurowissenschaftler, Weblink 1, Weblink 2 |
| 2007/11  | Hans Stoof            |      | Weblink                                    |
| 2011/18  | Bert van der Zwaan    |      | Weblink                                    |
| 2018/    | Henk Kummeling        |      |                                            |